# Acaraptera myersi
Acaraptera myersi är en insektsart som beskrevs av Robert L. Usinger och Ryuichi Matsuda 1959. Acaraptera myersi ingår i släktet Acaraptera och familjen barkskinnbaggar. Inga underarter finns listade i Catalogue of Life.